# World Poker Tour (5.ª temporada)
A quinta temporada da World Poker Tour (WPT) foi disputada entre os anos de 2006 e 2007 com dezoito eventos.

## Resultados

### Mirage Poker Showdown
- Cassino: The Mirage, Las Vegas [1]
- Buy-in: $10,000
- Duração do evento: 14 a 17 de maio de 2006
- Número de participantes: 384
- Premiação total: $3,724,800
- Número de premiados: 36
- Mão vencedora: K-5

| Mesa final | Mesa final      | Mesa final |
| Pos.       | Nome            | Prêmio     |
| ---------- | --------------- | ---------- |
| 1º         | Stanley Weiss   | $1,320,255 |
| 2º         | Harry Demetriou | $673,272   |
| 3º         | Devin Porter    | $332,937   |
| 4º         | David Williams  | $221,958   |
| 5º         | Steve Frederick | $166,469   |
| 6º         | Robert Mizrachi | $129,476   |

### Mandalay Bay Poker Championship
- Cassino: Mandalay Bay, Las Vegas [1]
- Buy-in: $10,000
- Duração do evento: 4 a 8 de junho de 2006
- Número de participantes: 349
- Premiação total: $3,385,300
- Número de premiados: 50
- Mão vencedora: 9♣ 8♥

| Mesa final | Mesa final    | Mesa final |
| Pos.       | Nome          | Prêmio     |
| ---------- | ------------- | ---------- |
| 1º         | Joe Tehan     | $1,033,440 |
| 2º         | Burt Boutin   | $604,765   |
| 3º         | Brad Booth    | $319,180   |
| 4º         | Alex Outhred  | $184,745   |
| 5º         | Al Stonum     | $134,390   |
| 6º         | Steve Vincent | $94,075    |

### Grand Prix de Paris
- Cassino: Aviation Club de France, Paris [1]
- Buy-in: €10,000
- Duração do evento: 12 a 16 de junho de 2006
- Número de participantes: 232
- Premiação total: €2,320,000 ($2,805,856)
- Número de premiados: 27

| Mesa final | Mesa final          | Mesa final          |
| Pos.       | Nome                | Prêmio              |
| ---------- | ------------------- | ------------------- |
| 1º         | Christian Grundtvig | €712,500 ($907,066) |
| 2º         | Jani Sointula       | €356,250 ($453,533) |
| 3º         | Thomas Wahlroos     | €243,750 ($310,312) |
| 4º         | Henrik Witt         | €168,750 ($214,831) |
| 5º         | Phil Yeh            | €131,250 ($167,091) |
| 6º         | Pat Schuhl          | €93,750 ($119,351)  |

### Legends of Poker
- Cassino: Bicycle Cassino, Los Angeles [1]
- Buy-in: $10,000
- Duração do evento: 26 a 30 de agosto de 2006
- Número de participantes: 466
- Premiação total: $4,520,200
- Número de premiados: 45
- Mão vencedora: A♣ 7♣

| Mesa final | Mesa final      | Mesa final |
| Pos.       | Nome            | Prêmio     |
| ---------- | --------------- | ---------- |
| 1º         | Joe Pelton      | $1,577,170 |
| 2º         | Frankie O'Dell  | $776,385   |
| 3º         | Hoyt Corkins    | $381,540   |
| 4º         | Kevin O'Donnell | $226,260   |
| 5º         | Randy Holland   | $177,460   |
| 6º         | Scotty Nguyen   | $133,095   |

### Borgata Poker Open
- Cassino: Borgata, Atlantic City [1]
- Buy-in: $10,000
- Duração do evento: 15 a 19 de setembro de 2006
- Número de participantes: 540
- Premiação total: $5,238,000
- Número de premiados: 54
- Mão vencedora: Q♦ Q♥

| Mesa final | Mesa final      | Mesa final |
| Pos.       | Nome            | Prêmio     |
| ---------- | --------------- | ---------- |
| 1º         | Mark Newhouse   | $1,519,020 |
| 2º         | Chris McCormack | $802,985   |
| 3º         | David Sklansky  | $419,040   |
| 4º         | Anthony Argila  | $366,660   |
| 5º         | Chris Bell      | $314,280   |
| 6º         | Blaise Ingoglia | $261,901   |

### Festa Al Lago
- Cassino: Bellagio, Las Vegas [1]
- Buy-in: $10,000
- Duração do evento: 16 a 20 de outubro de 2006
- Número de participantes: 433
- Premiação total: $4,200,100
- Número de premiados: 100
- Mão vencedora: 2♦ 2♥

| Mesa final | Mesa final          | Mesa final |
| Pos.       | Nome                | Prêmio     |
| ---------- | ------------------- | ---------- |
| 1º         | Andreas Walnum      | $1,090,025 |
| 2º         | Steve Wong          | $542,700   |
| 3º         | Joe Pelton          | $292,220   |
| 4º         | Christopher Lovelaº | $187,745   |
| 5º         | David Baker         | $125,240   |
| 6º         | Can Kim Hua         | $83,490    |

### Canadian Open Championship
- Cassino: Fallsview Cassino Resort, Niagara Falls, Ontario, Canada [1]
- Buy-in: C$2,500
- Duração do evento: 22 a 24 de outubro de 2006
- Número de participantes: 298
- Premiação total: C$720,533 (US$639,913)
- Número de premiados: 27

| Mesa final | Mesa final      | Mesa final             |
| Pos.       | Nome            | Prêmio                 |
| ---------- | --------------- | ---------------------- |
| 1º         | Scott Clements  | C$250,027 (US$222,524) |
| 2º         | Anthony O'Hagan | C$115,285 (US$102,385) |
| 3º         | Vince Sessa     | C$61,245 (US$554,392)  |
| 4º         | Terris Preston  | C$43,232 (US$38,395)   |
| 5º         | Steven Buttery  | C$32,424 (US$28,796)   |
| 6º         | Gia Trinh       | C$25,219 (US$22,397)   |

### North American Poker Championship
- Cassino: Fallsview Cassino Resort, Niagara Falls, Ontario, Canada [1]
- Buy-in: C$10,000
- Duração do evento: 25 a 29 de outubro de 2006
- Número de participantes: 497
- Premiação total: C$4,829,332 (US$4,288,965)
- Número de premiados: 45
- Mão vencedora: K♥ 2♦

| Mesa final | Mesa final        | Mesa final                 |
| Pos.       | Nome              | Prêmio                     |
| ---------- | ----------------- | -------------------------- |
| 1º         | Soren Turkewitsch | C$1,380,378 (US$1,225,920) |
| 2º         | Jason Sagle       | C$676,107 (US$600,456)     |
| 3º         | John Lam          | C$352,541 (US$313,094)     |
| 4º         | Jim Worº          | C$289,760 (US$257,338)     |
| 5º         | John Juanda       | C$217,320 (US$193,003)     |
| 6º         | Marc Karam        | C$169,027 (US$150,114)     |

### World Poker Finals
- Cassino: Foxwoods, Mashantucket [1]
- Buy-in: $10,000
- Duração do evento: 12 a 16 de novembro de 2006
- Número de participantes: 609
- Premiação total: $5,749,481
- Número de premiados: 60
- Mão vencedora: 7♣ 5♥

| Mesa final | Mesa final       | Mesa final |
| Pos.       | Nome             | Prêmio     |
| ---------- | ---------------- | ---------- |
| 1º         | Nenad Medic      | $1,717,194 |
| 2º         | EG Harvin        | $904,389   |
| 3º         | Mimi Tran        | $472,228   |
| 4º         | Michael Omelchuk | $343,439   |
| 5º         | Kathy Liebert    | $257,579   |
| 6º         | Michael Perry    | $200,340   |

### Doyle Brunson North American Poker Classic
- Cassino: Bellagio, Las Vegas [1]
- Buy-in: $15,000
- Duração do evento: 14 a 19 de dezembro de 2006
- Número de participantes: 583
- Premiação total: $8,482,650
- Número de premiados: 100
- Mão vencedora: A♠ 6♣

| Mesa final | Mesa final      | Mesa final |
| Pos.       | Nome            | Prêmio     |
| ---------- | --------------- | ---------- |
| 1º         | Joseph Hachem   | $2,207,575 |
| 2º         | Jim Hanna       | $1,099,430 |
| 3º         | Daniel Negreanu | $592,000   |
| 4º         | Mads Andersen   | $380,630   |
| 5º         | David Redlin    | $253,715   |
| 6º         | Edward Jordan   | $169,145   |

### PokerStars Caribbean Adventure
- Cassino: Atlantis, Paradise Island [1]
- Buy-in: $7,800
- Duração do evento: 5 a 10 de janeiro de 2007
- Número de participantes: 937
- Premiação total: $7,063,842
- Número de premiados: 180
- Mão vencedora: A♦ 10♥

| Mesa final | Mesa final      | Mesa final |
| Pos.       | Nome            | Prêmio     |
| ---------- | --------------- | ---------- |
| 1º         | Ryan Daut       | $1,535,255 |
| 2º         | Isaac Haxton    | $861,789   |
| 3º         | Robert Foº      | $550,980   |
| 4º         | Robert Mizrachi | $409,703   |
| 5º         | Jonathan Little | $317,873   |
| 6º         | Frank Rusnak    | $247,234   |

### World Poker Open
- Cassino: Gold Strike Cassino Resort, Tunica [1]
- Buy-in: $10,000
- Duração do evento: 21 a 25 de janeiro de 2007
- Número de participantes: 294
- Premiação total: $2,812,000
- Número de premiados: 27
- Mão vencedora: 8♣ 8♦

| Mesa final | Mesa final      | Mesa final |
| Pos.       | Nome            | Prêmio     |
| ---------- | --------------- | ---------- |
| 1º         | Bryan Sumner    | $913,986   |
| 2º         | Daniel Negreanu | $502,691   |
| 3º         | Young Cho       | $257,058   |
| 4º         | Gary Kainer     | $199,934   |
| 5º         | Kido Pham       | $171,372   |
| 6º         | J.C. Tran       | $142,810   |

### Borgata Winter Poker Open
- Cassino: Borgata, Atlantic City [1]
- Buy-in: $10,000
- Duração do evento: 26 a 30 de janeiro de 2007
- Número de participantes: 571
- Premiação total: $5,529,000
- Número de premiados: 54
- Mão vencedora: A♣ 5♥

| Mesa final | Mesa final      | Mesa final |
| Pos.       | Nome            | Prêmio     |
| ---------- | --------------- | ---------- |
| 1º         | John Hennigan   | $1,606,223 |
| 2º         | Chuck Kelley    | $849,082   |
| 3º         | John Gale       | $443,096   |
| 4º         | Joe Simmons     | $387,709   |
| 5º         | Michael Sukonik | $332,322   |
| 6º         | Jon James       | $276,935   |

### L.A. Poker Classic
- Cassino: Commerce Cassino, Los Angeles [1]
- Buy-in: $10,000
- Duração do evento: 24 de fevereiro a 1 de março de 2007
- Número de participantes: 791
- Premiação total: $7,593,600
- Número de premiados: 54
- Mão vencedora: J♦ 6♦

| Mesa final | Mesa final       | Mesa final |
| Pos.       | Nome             | Prêmio     |
| ---------- | ---------------- | ---------- |
| 1º         | Eric Hershler    | $2,429,970 |
| 2º         | J.C. Tran        | $1,177,010 |
| 3º         | Jacobo Fernandez | $607,490   |
| 4º         | Paul Wasicka     | $455,615   |
| 5º         | Chau Giang       | $341,710   |
| 6º         | David Bach       | $257,425   |

### Bay 101 Shooting Star
- Cassino: Bay 101, San José [1]
- Buy-in: $10,000
- Duração do evento: 12 a 16 de março de 2007
- Número de participantes: 450
- Premiação total: $4,490,000
- Número de premiados: 45
- Mão vencedora: 7♣ 7♦

| Mesa final | Mesa final        | Mesa final |
| Pos.       | Nome              | Prêmio     |
| ---------- | ----------------- | ---------- |
| 1º         | Ted Forrest       | $1,100,000 |
| 2º         | J. J. Liu         | $600,000   |
| 3º         | Amir Shayesteh    | $314,500   |
| 4º         | James Van Alstyne | $250,000   |
| 5º         | Vince Shaw        | $200,000   |
| 6º         | Bill Edler        | $160,000   |

### World Poker Challenge
- Cassino: Reno Hilton, Reno [1]
- Buy-in: $5,000
- Duração do evento: 25 a 28 de março de 2007
- Número de participantes: 475
- Premiação total: $2,278,250
- Número de premiados: 45
- Mão vencedora: 10♠ 10♣

| Mesa final | Mesa final           | Mesa final |
| Pos.       | Nome                 | Prêmio     |
| ---------- | -------------------- | ---------- |
| 1º         | J.C. Tran            | $683,473   |
| 2º         | Juan Carlos Alvarado | $366,798   |
| 3º         | David Pham           | $182,260   |
| 4º         | Mark Seif            | $159,478   |
| 5º         | John Hom             | $136,695   |
| 6º         | Danny Wong           | $113,913   |

### Foxwoods Poker Classic
- Cassino: Foxwoods, Mashantucket, Connecticut [1]
- Buy-in: $10,000
- Duração do evento: 30 de março a 4 de abril de 2007
- Número de participantes: 415
- Premiação total: $3,898,635
- Número de premiados: 40

| Mesa final | Mesa final      | Mesa final |
| Pos.       | Nome            | Prêmio     |
| ---------- | --------------- | ---------- |
| 1º         | Raj Patel       | $1,298,405 |
| 2º         | Paul Matteo     | $643,275   |
| 3º         | Antonio Cavezza | $370,370   |
| 4º         | Fred Goldberg   | $233,918   |
| 5º         | Seth Berger     | $175,439   |
| 6º         | Allen Kessler   | $136,452   |

### WPT Championship
- Cassino: Bellagio, Las Vegas [1]
- Buy-in: $25,000
- Duração do evento: 21 a 27 de abril de 2007
- Número de participantes: 639
- Premiação total: $15,495,750
- Número de premiados: 100
- Mão vencedora: K♥ J♥

| Mesa final | Mesa final       | Mesa final |
| Pos.       | Nome             | Prêmio     |
| ---------- | ---------------- | ---------- |
| 1º         | Carlos Mortensen | $3,970,415 |
| 2º         | Kirk Morrison    | $2,011,135 |
| 3º         | Paul Lee         | $1,082,920 |
| 4º         | Guy Laliberté    | $696,220   |
| 5º         | Tim Phan         | $464,110   |
| 6º         | Mike Wattel      | $309,405   |